# 圧填
圧填（あってん、圧塡）とは、粉状のトリニトロトルエンやPBX爆薬などに高い圧力をかけて固化させて固体爆薬を作り出す作業である。
砲弾や爆弾などに火薬を充填する方法として行われている。
また、装填すると同時に圧搾を行い、爆薬の仮比重を高める効果も持つ。
近代の爆薬に多用されているPBX爆薬はあらゆる種類の爆薬を圧填可能にした。